# Antonín Závodný
Antonín Závodný (2. března 1922, Nesovice – 8. září 1990, Brno) byl český skladatel lidové hudby.

## Život
Vystudoval učitelský ústav. Byl úředníkem a učitelem. Vedle toho soukromě studoval hudbu v různých hudebních kurzech. Jeho učiteli byli např. Antonín Devátý, Josef Petzný či Otakar Pokoj. S amatérským dechovým orchestrem vystupoval na mnoha místech v Čechách, na Moravě, ale i v Rakousku a v Německu. Část skladeb je proto psána na německé texty.

## Dílo
- Zítra půjdeš za jinou – polka
- Až ti bude smutno – waltz
- Trubky troubí – polka
- Vítězná štafeta – kvapík
- Roztomilá dívenka – polka
- K tobě se touha vrací – tango
- Na veselé estrádě – intermezzo
- Za nejhezčí úsměv – mazurka,
- Nepřicházíš, marně čekám – slowfox
- Kdo mi to může říct – slowfox
- Manuelo, lásko má – serenáda
- Přístavní romance – waltz
- V rekordním čase – kvapík
- Zazpívej skřivánku – píseň
- Studentská – rumba
- Na rekreaci – intermezzo
- Šťastnou cestu – pochod
- Pavouk – polka
- Rozjásané klarinety – sólo pro dva klarinety
- Okolo Třeboně – foxtrot
- Trifolium - sólo pro 3B-trumpety
- Až zbělá tvůj vlas – polka
- Ještě si vítr hvízdá – slowfox
- Ostravačka – polka
- Bez pohádky neusnu – foxtrot
- Tvé rety jsou mým snem – waltz
- Našim zemědělcům – polka
- Lásky čas – valčíková píseň
- Veselý traktorista – intermezzo
- Nemůžu k vám – polka
- Dědická – polka
- Zátopkovým tempem – kvapík
- Pohraniční stráže – pochod